# Fritillaria macrocarpa
Fritillaria macrocarpa är en liljeväxtart som beskrevs av Ernest Saint-Charles Cosson och Jules Aimé Battandier. Fritillaria macrocarpa ingår i Klockliljesläktet och i familjen liljeväxter. Inga underarter finns listade.